# Хубово
Хубово (слч. Hubovo) насељено је мјесто са административним статусом сеоске општине (слч. obec) у округу Римавска Собота, у Банскобистричком крају, Словачка Република.

## Становништво
| Година:    | 1994. | 2004.    | 2014.   | 2024.    |
| ---------- | ----- | -------- | ------- | -------- |
| Број људи: | 170   | 142      | 134     | 113      |
| Разлика:   |       | -16,47 % | -5,63 % | -15,67 % |

| Година:    | 2023. | 2024.   |
| ---------- | ----- | ------- |
| Број људи: | 113   | 113     |
| Разлика:   |       | +1,42 % |

Према подацима о броју становника из 2011. године насеље је имало 140 становника.